# Donji Babin Potok
Donji Babin Potok – wieś w Chorwacji, w żupanii licko-seńskiej, w gminie Vrhovine. W 2011 roku liczyła 116 mieszkańców.